# Ecologia del paesaggio
L'ecologia del paesaggio (in inglese, landscape ecology) è una scienza applicata, nata in origine come interfaccia tra geografia ed ecologia.
Come scienza altamente interdisciplinare in ecologia dei sistemi, l'ecologia del paesaggio integra approcci biofisici e analitici con prospettive umanistiche e olistiche, attraverso le scienze naturali e le scienze sociali. Secondo questo approccio i paesaggi sono aree geografiche spazialmente eterogenee caratterizzate da diverse e interagenti patches o ecosistemi, che vanno dai sistemi terrestri e acquatici relativamente naturali come le foreste, le praterie e i laghi a ambienti di largo dominio umano, comprese i contesti agricoli e urbani.
Il paesaggio viene quindi considerato come "sistema complesso di ecosistemi", in cui si integrano gli eventi della natura e le azioni della cultura umana.
L'International Association for Landscape Ecology (IALE) definisce l'ecologia del paesaggio come disciplina che si occupa dello studio della variazione spaziale del paesaggio a diversi livelli di scala. L'importanza della landscape ecology è accresciuta dal fatto che gli ecosistemi naturali e quelli antropici si integrano con pari dignità a scale spazio-temporali compatibili fra loro.
La teoria dell'ecologia del paesaggio si rinnova, con gli studi di Vittorio Ingegnoli, nel senso di bionomia del paesaggio, proponendo nuovi concetti (ecotessuto, fittest vegetation, habitat standard), mettendo in evidenza inoltre nuovi processi biologici sia nell'ambiente naturale che nell'ambiente antropico, studiandone la formalizzazione matematica e il metodo di misura (per es., capacità biologico-territoriale della vegetazione, capacità portante del territorio), proponendo una nuova metodologia di studio del territorio ed, infine, reimpostando secondo una visione ecologica i principali criteri e metodi di intervento ambientale.

## Origine della disciplina
Il concetto di ecologia del paesaggio venne utilizzato per la prima volta nella letteratura scientifica dal geografo tedesco Carl Troll nel 1939, nel corso dell'interpretazione di alcune foto aeree di un paesaggio della savana dell'Africa orientale. Egli intuì per primo alcune proprietà degli ecosistemi e la loro evoluzione verso bio-entità superiori che chiamò paesaggi. Comprese anche che una nuova disciplina sarebbe stata necessaria per studiare i paesaggi ecologicamente definiti, e le diede tale nome. Nel corso dei suoi studi, dopo il secondo conflitto mondiale, Troll considerò piccoli paesaggi, che per lui erano le più piccole unità dello spazio naturale e si dedicò allo studio della geografia vegetazionale: osservò quindi le piante come indicatori delle condizioni di un ecosistema. 
In un primo tempo l'ecologia del paesaggio si sviluppa in Europa, come scienza applicata alla gestione delle risorse naturali. È soltanto però verso la fine degli anni '80 in Nord America che acquisisce una vera dignità scientifica, indirizzandosi in particolare verso lo studio dei grandi spazi naturali. Il termine Landschaftsökologie fu utilizzato nel mondo scientifico internazionale soltanto a partire dal 1982, con la fondazione della IALE (International Association for Landscape Ecology). Nel 1987 inoltre avvenne la pubblicazione della prima rivista sulla Landscape Ecology, diretta da Frank Golley. 
Un notevole contributo alla nascita dell'ecologia del paesaggio deriva dagli studi sulla vegetazione e dalla rappresentazione cartografica delle unità vegetazionali. La cartografia della vegetazione pone infatti le basi per una rappresentazione della diversità ambientale degli ecosistemi terrestri. In tale rappresentazione della diversità ambientale, le piante assumono un ruolo di particolare rilievo.
Oggi l'ecologia del paesaggio presenta campi di applicazione sempre più vasti, che riguardano sia l'ambiente naturale che quello antropizzato. In particolare essa si articola in quattro indirizzi di pensiero principali:
- geografico, che promuove lo studio del paesaggio come entità geografica nella quale si integrano le varie componenti;
- corologico-percettivo, caratterizzato dallo studio dei processi spaziali validi a ogni livello di scala, dove il paesaggio è definito come 'mosaico', percepito in modo differente a seconda degli animali, ossia specie-specifico;
- ecosistemico-matriciale, fondato sullo studio delle configurazioni di elementi componenti, che si distinguono in macchie e corridoi, su una base paesaggistica dominante, riconoscibile come matrice;
- olistico-multifunzionale, che si occupa dell'insieme olistico di subunità paesaggistiche definibili come 'ecotopi', naturali e antropici.

## Sintesi dei concetti
Per verificare il regime funzionale di base di un sistema ecopaesistico è necessaria la distinzione tra l'habitat umano e quello naturale. Tuttavia, nelle macchie e corridoi dominati dall'uomo è possibile trovare componenti naturali, come nei paesaggi naturali è possibile trovare elementi antropici.
Ogni tipologia di paesaggio può essere riferita ad un modello (pattern) di base. L'ecologia del paesaggio si occupa appunto dei rapporti tra i pattern che appaiono in un determinato ambiente e i processi che creano tali pattern, o semplicemente ne vengono influenzati.  I pattern riguardano fondamentalmente gli aspetti strutturali, e possono assumere configurazioni semplici (patches, ecotopi, corridoi, matrici) o complesse (apparati, ecomosaici, tessuti paesistici).
La patch, in particolare, rappresenta l'unità minima strutturale di un paesaggio; la forma della patch riflette il processo che l'ha creata o mantenuta: in genere forme regolari sono di natura antropica, al contrario le patches generate da processi ecodinamici sono di forma irregolare.
Le patches più grandi al loro interno possiedono una maggiore eterogeneità.
Le aree di contatto tra patches differenti sono rappresentate dagli "ecotoni"; tali strutture condizionano molti processi ecologici quali la diversità biologica, il flusso e l'accumulo dei materiali e lo scambio di energia e la propagazione del disturbo. Secondo Odum (1959) gli ecotoni sono definiti come “Zone di transizione fra due o più comunità, con forma generalmente lineare, a volte anche di notevole sviluppo, ma tendenzialmente più sottile dell'area delle comunità confinanti”. Gli ecotoni in pratica rappresentano le aree di confine o di transizione tra due o più tipologie di ambiente. 
Al livello gerarchicamente superiore si trova la matrice ambientale: essa è costituita dall'elemento - o dall'abbinamento di più elementi - maggiormente rappresentativo dell'ambito spaziale esaminato. Una delle caratteristiche fondamentali della matrice è il suo grado di porosità, ovvero il numero di interruzioni - patches, corridoi, ecc. - che sono presenti in essa. Individuare il grado di porosità di una matrice permette di effettuare, ad esempio, delle analisi per individuare il grado di connettività al suo interno e di poter, quindi, valutare e monitorare le trasformazioni urbane proposte da un piano o da un progetto.
La parte funzionale del paesaggio è data dai flussi di materia ed energia che si scambiano al suo interno e all'esterno (flussi energetici e di informazione, flussi di materia, movimenti di specie, interazione tra ecotopi), e dai processi che avvengono grazie a questi flussi, allo scorrere del tempo e ai processi di scala superiore che condizionano le dinamiche a livello di paesaggio. Tali flussi sono fortemente condizionati dalle configurazioni paesistiche, un esempio emblematico sono le funzioni specifiche dei corridoi la cui forma privilegia gli spostamenti in senso longitudinale ed impedisce quelli in senso trasversale, oppure le funzioni delle macchie sulla stanzialità e la sosta il cui funzionamento dipende dal tipo biotico, dalla estensione, da fattori temporali e dalla matrice circostante.
L'ecologia del paesaggio pertanto studia sia la struttura del paesaggio, costituita dalla distribuzione spaziale degli ecosistemi e dalle loro forme, che le funzioni e i flussi biotici, ovvero di specie e popolazioni, ed abiotici, cioè di materia ed energia, interni al mosaico ambientale, come le trasformazioni di entrambi gli aspetti nel tempo.

## Tutela del paesaggio
Gli studi di ecologia del paesaggio hanno contribuito a evidenziare quanto sia importante la tutela e la valorizzazione del paesaggio, attraverso un'analisi scientifica dei singoli elementi che lo costituiscono.
L'interpretazione geografica e soprattutto quella percettiva hanno impedito di far entrare pienamente il concetto di paesaggio nel settore scientifico della biologia, almeno fin quando il geografo Alexander von Humboldt (1846) definì il paesaggio come "insieme di tutti i caratteri propri di un determinato territorio".
La Convenzione europea del paesaggio, tenutasi a Firenze il 20 ottobre 2000 definisce il paesaggio come una determinata parte di territorio, così come è percepita dalle popolazioni, il cui carattere deriva sia dall'azione di fattori naturali che umani e dalle loro interrelazioni. Il paesaggio è stato perciò riconosciuto come un vero e proprio bene, soprattutto culturale, frutto in gran parte della percezione della popolazione. Lo scopo della Convenzione è proprio quello di proteggere il paesaggio, coltivarlo e modellarlo, in quanto specchio dell'identità delle popolazioni. La relazione con il luogo infatti forma l'identità personale, il senso dell'appartenenza e la coscienza delle diversità locali, fattori educativi della persona nell'ambito della società.
Anche il Codice italiano dei Beni Culturali contempla nel "patrimonio culturale nazionale" due tipologie di beni: i beni culturali e i beni paesaggistici. In particolare secondo l'articolo 135 comma 1 "Lo Stato e le regioni assicurano che tutto il territorio sia adeguatamente conosciuto, salvaguardato, pianificato e gestito in ragione dei differenti valori espressi dai diversi contesti che lo costituiscono. A tale fine le regioni sottopongono a specifica normativa d'uso il territorio mediante piani paesaggistici, ovvero piani urbanistico-territoriali con specifica considerazione dei valori paesaggistici, entrambi di seguito denominati: «piani paesaggistici»".
Vi sono comunque numerose definizioni di paesaggio, di stampo più scientifico, tra le quali possiamo ricordare:
- "Un'area territorialmente eterogenea, composta da un gruppo di sistemi interagenti, che si ripete in forma simile in zone contigue" Forman e Godron;
- "Una sintesi astratta degli elementi visibili" Biasutti.

A queste definizioni è comune il fatto che il paesaggio viene visto sempre in funzione di un osservatore. L'uomo perciò è sempre parte del paesaggio come osservatore, o per quanto riguarda il paesaggio antropizzato, come trasformatore dell'ambiente.
La nozione di paesaggio è ancor oggi divisa da due orientamenti che riguardano il ruolo assunto dall'uomo nel costruire il paesaggio. Il primo si inserisce nella visione ecologista, che studia e si interroga sulla capacità dell'uomo di modificare e turbare gli equilibri naturali. L'altro orientamento, che mette al centro del paesaggio l'uomo, dà molta importanza alla percezione sensoriale attraverso la quale l'uomo si rapporta con la natura. A ciò si collega il tema delle forme, per il quale il paesaggio è da intendere come visione estetica del mondo in cui viviamo. Questa è la visione del paesaggio secondo i pittori e gli artisti, soprattutto nel passato.
Diversi enti  si occupano oggi di problemi ambientali, ma spesso si concentrano prevalentemente sul controllo dell'inquinamento, senza quasi prendere in considerazione i danni dovuti alle disfunzioni strutturali e spaziali dei sistemi ecologici. Non si percepisce quindi che la tutela del paesaggio è strettamente correlata con la tutela della salute, sia dei sistemi ecologici che quella dell'uomo, minacciata dalle influenze negative trasmissibili da patologie del paesaggio.
Il progredire dei paradigmi scientifici negli ultimi decenni ha aiutato a comprendere il paesaggio come sistema biologico, che come tutti i sistemi viventi segue una termodinamica di non-equilibrio. Sistemi di questo genere possono essere definiti come complessi, gerarchici, dinamici, adattativi, dissipativi. Essi seguono il principio delle 'proprietà emergenti', per cui un tutto organico è maggiore della somma delle sue componenti. Questo approccio sistemico permette di evidenziare un modello generale con le seguenti caratteristiche:
- le condizioni termodinamiche individuano un 'attrattore', che rappresenta una condizione di dissipazione minima per un sistema;
- possibili macrofluttuazioni (per es., dovute ad accumulo di energia o a disturbi) producono instabilità e dirigono il sistema verso un nuovo stato di ordine;
- questo nuovo stato permette a sua volta un aumento di dissipazione e porta il sistema verso un nuovo attrattore. Ciò implica che, oltre agli attrattori, siano importanti anche i cosiddetti 'operatori', cioè i processi di trasformazione.

I limiti di un paesaggio, o delle sue componenti, dipendono dai segni che definiscono il cambiamento nei processi che lo caratterizzano, nel passaggio da una zona dominata da un processo a un'altra dominata da altri processi. La delimitazione può avere margini netti, oppure gradienti (ecotoni), o entrambi, e non sempre è formata da un elemento tangibile. Le delimitazioni possono esprimere anche un grado di barriera o di filtro per certe funzioni del paesaggio. La dinamica di trasformazione dei paesaggi sembra essere regolata almeno da quattro operatori principali: i processi evolutivi e geologici, che operano in tempi molto lunghi, i processi di colonizzazione e riproduzione, che operano in tempi da medi a corti, i processi cibernetici, di adattamento al flusso di informazioni, in tempi medio-brevi e i processi di disturbo locale, in tempi assai brevi.

## Obiettivi e campi di applicazione
Gli obiettivi principali dell'ecologia del paesaggio applicata alla gestione dei sistemi ambientali possono essere schematizzati in breve nei seguenti punti:
- conservazione della biodiversità;
- conservazione e riorganizzazione delle aree agricole;
- recupero delle aree degradate e abbandonate;
- miglioramento del tenore di vita nelle aree urbane e suburbane e dell'interazione tra i sistemi ambientali e gli insediamenti antropizzati.

In Italia i campi di applicazione più significativi per quanti si occupano di problemi legati al paesaggio e di conseguenza di ecologia del paesaggio sono: pianificazione territoriale, pianificazione ambientale, conservazione della natura, progettazione di reti ecologiche, ripristino di aree estrattive, formazione di parchi urbani, studio di valutazione ambientale, valutazione ambientale strategica e così via.
Nello studio scientifico del particolare sistema ambientale considerato, l'ecologia del paesaggio utilizza dei modelli spaziali che possano riprodurne il funzionamento, tramite una serie di indici di controllo spesso provenienti dall'ecologia, ma applicati ai paesaggi.
I dati utilizzati nel corso degli studi di ecologia del paesaggio possono essere: fotografie aeree, telerilevamento satellitare, dati e censimenti pubblicati(per quei periodi storici in cui non sono disponibili foto aeree), cartografie tematiche, GIS, modelli di simulazione al computer.
Secondo Finke il compito centrale dell'ecologia del paesaggio consiste nella ricerca delle intradipendenze tra gli aspetti spaziali e quelli antropici degli ecosistemi. Per questa ragione nell'ecologia del paesaggio, confluiscono studi sulla geomorfologia, sul suolo visto come sottosistema del paesaggio, sul bilancio idrico, il clima, la flora e la fauna che caratterizzano il particolare ecosistema considerato. Fonte di interesse per la disciplina sono soprattutto i fenomeni di erosione del suolo, le interrelazioni dell'acqua con il terreno e il primo strato di sottosuolo, i microclimi, climi locali e le interdipendenze di essi con le altre componenti del sistema ecologico complessivo considerato.
Nello specifico i modelli di simulazione si basano sulla definizione del sistema ambientale come  una combinazione di unità di paesaggio differenti per struttura e funzioni, caratterizzate da diversi gradi di connessione e poste fra loro in correlazione da scambi di energia, con processi evolutivi più o meno veloci.
Lo studio va effettuato a diverse scale per registrare i sintomi di alterazione, collocare il territorio in oggetto nel suo sistema paesistico e individuare i limiti dell'unità di paesaggio in esame. Una volta rilevate le principali componenti di uso del suolo e distinte le caratteristiche ecologiche, si procede alla ricostruzione delle caratteristiche storiche dell'area.
L'ecologo del paesaggio rappresenta oggi una figura professionale indispensabile per salvaguardare e migliorare l'ambiente secondo i principi della sostenibilità.